# Мігель Діас-Канель
Мігель Діас-Канель Бермудес (ісп. Miguel Mario Díaz-Canel Bermúdez; нар. 20 квітня 1960) — кубинський політик, перший секретар Комуністичної партії Куби, голова Державної ради, п'ятнадцятий президент і вісімнадцятий прем'єр-міністр Куби. Також обіймав посади міністра вищої освіти від 2009 до 2012 року, заступника голови Ради міністрів від 2012 року, першого заступника голови Державної ради Куби від 24 лютого 2013 року.

## Біографія
Його батько працював на механічному заводі в Санта-Кларі, а мати була вчителькою. 1982 року закінчив Центральний університет «Марта Абреу» де-Лас-Вільяс, здобувши диплом інженера-електроніка. До 1985 року перебував на військовій службі в лавах Революційних збройних сил.
Перебував у лавах Союзу молодих комуністів, брав участь в «інтернаціоналістичній місії» в Нікарагуа.
Від 1994 року працював на посаді першого секретаря Комуністичної партії Куби (КПК) у провінції Санта-Клара, від 2003 до 2009 року — перший секретар провінційного комітету партії в провінції Ольгін. Член Політбюро КПК від 2003 року.
Одружений вдруге, від першого шлюбу має двох дітей.